# ふと、或る夜、生き物みたいに歩いているので、演奏家たちのOKをもらった

『ふと、或る夜、生き物みたいに歩いているので、演奏家たちのOKをもらった』（ふと、あるよる、いきものみたいにあるいているので、えんそうかたちのオーケーをもらった）は、浅川マキの通算12枚目のアルバム。1980年12月21日に東芝EMI - エキスプレス・レーベル（現：ユニバーサルミュージック合同会社内EMIレコーズ・ジャパンレーベル）より発売された。

## 概要
- 記録テープに録音されていたFMラジオ用音源やライブ音源などを纏めたコンピレーション盤（レア・トラック集）。記録用音源を聴いた浅川がアルバムにしたいと企画した作品[1]。
- 1曲を除き全て既出曲で構成され、浅川マキのアルバム初収録となったジャズのスタンダード曲「You Don't Know What Love Is」（ピアノ演奏のみで浅川は不参加）はピアノの渋谷毅のレパートリーで、渋谷のソロアルバムにも収録されている。
- オフィシャルサイトでは長年タイトル及び発売年が「ふと或る夜、生き物みたいに歩いていたので、演奏者たちのOKをもらった」（1981年作品）と誤って表記されていた。
- 2011年1月に、1970年代のアルバム10作、6月に本作を含む1980年代のアルバム14作がデジタルリマスタリングされた音源に、オリジナルLP盤の歌詞（歌詩）カード（一部の作品に例外、及び色や紙質などの差異あり）、レコードレーベルを再現した紙ジャケット仕様で復刻（初CD化作品含む）。ただし、帯は紙ジャケットシリーズで新たにデザインされたものに統一され、オリジナルレコード帯は再現されていない。また『WHO'S KNOCKING ON MY DOOR』（1983年）以降はオリジナルレコード盤に元々帯がなく、帯代わりのステッカーが添付されていたが、こちらも再現されていない。

## 収録曲

### Side A
1. 今夜はおしまい＜西荻窪「アケタの店」(1980年2月)＞
  - 作詩[2]・作曲：浅川マキ

  - オリジナルはアルバム『MAKI VI』収録。
2. 二人の女のうた＜西荻窪「アケタの店」(1980年2月)＞
  - 作詩・作曲：浅川マキ

  - オリジナルはアルバム『流れを渡る』収録。
3. あなたに〜You Don't Know What Love Is＜西荻窪「アケタの店」(1980年2月)＞
  - あなたに／作詩・作曲：浅川マキ

  - オリジナルはアルバム『流れを渡る』収録。

  - You Don't Know What Love Is／作詞：G.Depaul／作曲：D.Raye
4. あの男（ひと）が死んだら WHEN THAT MAN IS DEAD AND GONE＜FM放送局 (1979年1月・放送局不明)＞
  - 作詩・作曲：Jruing Berlin／日本語詩：浅川マキ

  - オリジナルはアルバム『裏窓』収録。

  - JASRACデータベースでは、作詩・作曲：Irving Berlin[3]

### Side B
1. ボロと小鉄〜あの男がピアノを弾いた＜京大西部講堂 (1980年6月)＞
  - ボロと小鉄／作詩：Oscer Brown Jr.／作曲：N.Cautis-O.Brown Jr.／日本語詩：浅川マキ

  - オリジナルはアルバム『MAKI VI』収録。

  - あの男がピアノを弾いた／作詩・作曲：浅川マキ

  - オリジナルはアルバム『ONE』収録。
2. ふしあわせという名の猫＜京大西部講堂 (1980年6月)＞
  - 作詩：寺山修司／作曲：山木幸三郎

  - オリジナルはアルバム『浅川マキの世界』収録。

## クレジット

### 演奏者
- 浅川マキ - Vocals
- 渋谷毅 - Piano
- 川端民生 - Bass
- トニー・大西 - Drums
- 杉本喜代志 - Guitar
- 坂田明 - Alto Sax

### スタッフ
- 永野久 - Director
- 野中ユリ - 画（シリーズ「灯ともし頃」より）
- 杉田誠一 - Photographer
- 板垣驥 - Art Director
- 吉野金次 - Mixing Down
- 柏原卓 - Recording Engineer

Special Thanks To
- 浅井樹之
- 久場正憲
- 弥富拓海（ティアック）
- アケタの店
- 京大西部講堂
- gie
- ろくでなし
- TAKE ONE STUDIO
- 木下孝（ジョージ）

STAFF
- 柴田徹
- 北出敏久
- 白井幹夫

## 発売形態
| 形態 | 発売日         | 品番       | 発売元                    | 備考 |
| ---- | -------------- | ---------- | ------------------------- | --- |
| LP   | 1980年12月21日 | ETP-90042  | 東芝EMI                   | オリジナル発売日。 |
| CT   | 1980年12月21日 | ZT28-713   | 東芝EMI                   | |
| CD   | 2011年06月15日 | TOCT-27072 | EMIミュージック・ジャパン | 【初CD化】※完全限定生産盤 2011年デジタルリマスタリング/紙ジャケット仕様。 歌詞カードがオリジナルレコード盤ではレコード内袋仕様だったが、1枚ものになっている。 |